# Yiğitler, Kemalpaşa
Yiğitler là một xã thuộc huyện Kemalpaşa, tỉnh İzmir, Thổ Nhĩ Kỳ. Dân số thời điểm năm 2010 là 1.505 người.